# 片山一男

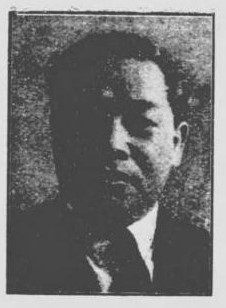
片山一男

片山 一男（かたやま かずお、1892年（明治25年）3月7日 - 1953年（昭和28年）12月27日）は、大正から昭和前期の実業家、政治家。衆議院議員。旧姓・河本。

## 経歴
岡山県久米北条郡大井西村坪井下（久米郡大井西村、大井町、久米町を経て現津山市坪井下）で、素封家・河本芳太郎の長男として生れ、同村の親族、医師・片山恒四郎の養子となる。三宮電信局通信書記補を経て、実業家を目ざして同郷の西山和三郎の秘書となり、久米銀行千代支店長、山陽銀行千代支店長、同落合支店長、津山土地支配人、東京小松川土地建物常務取締役などを務めて成功をおさめ、岡山土地倉庫常務取締役、東京平井三業社長、宇部燃料工業社長、津山土地取締役、中国住宅取締役などを務めた。
政界では大井西村会議員に選出され、1931年（昭和6年）岡山県会議員に当選し2期在任して同参事会員も務めた。1936年（昭和11年）2月、第19回衆議院議員総選挙に岡山県第1区から立憲民政党公認、同党小川郷太郎の腹心として出馬し初当選したが、同年4月、選挙買収容疑で起訴され、のちに有罪となり第20回総選挙には立候補できなかった。1942年（昭和17年）4月、第21回総選挙で翼賛政治体制協議会の推薦を受け岡山県第1区から出馬して当選し、衆議院議員に通算2期在任。この間、翼賛政治会政調商工委員、同大蔵兼務委員などを務め、その後、日本進歩党に所属した。戦後、公職追放となった。
1931年（昭和11年）丸善石油（現コスモ石油）の製油所新設計画の政治工作に係わり、同社に入社し取締役、社長を歴任。その他、鉱油輸入販売取締役社長、鶴見油脂代表取締役、丸善商事取締役、石油共販取締役などに在任した。公職追放で丸善石油社長を退任。追放解除後、政界に復帰を目指したが1950年（昭和25年）に高血圧で倒れて断念。丸善石油に会長として復帰したが、1953年12月に狭心症のため急死した。